# Éléphénor
Éléphénor (grec ancien : Ἐλεφήνωρ) est, dans la mythologie grecque, un héros de la guerre de Troie.
Petit fils d'Abas fils de Poséidon (roi éponyme des Abantes), roi d'Eubée, il est le fils de Chalcodon. Prétendant d'Hélène, il participe à la guerre de Troie avec les deux fils de Thésée, Démophon et Acamas.
Selon Homère, il est tué par Agénor ; selon d'autres versions, il se serait installé après la guerre sur Othronos, une île proche de la Sicile ou en Épire.

## Source
- Pierre Grimal, Dictionnaire de la mythologie grecque et romaine, Paris, Presses universitaires de France, coll. « Grands dictionnaires », 1999 (1re éd. 1951) (ISBN 2-13-050359-4)